# Координаційний центр підтримки потерпілих і свідків
Координаційний центр підтримки потерпілих і свідків — підрозділ Офісу Генпрокурора, який опікується допомогою учасникам кримінального процесу.
Координаційний Центр — це спеціалізований підрозділ, який допомагатиме учасникам кримінального процесу. Серед актуальних завдань його співробітників — повний інформаційний супровід, а також координація надання психологічної, соціальної, юридичної допомоги спільно з широким колом партнерів з державного та громадського сектору.